# بارسات (فلم هندي)
بارسات (بالهندية: बरसात) (بالإنجليزية: Barsaat) هو فيلم هندي كلاسيكي و قام بإخراجه وإنتاجه راج كابور وقام ببطولة الفيلم راج كابور مع الممثلة نرجس و الممثل بريم ناث و الممثلة نيمي و تم عرض الفيلم سنة 1949 .

## قصة الفيلم
السيد بران (راج كابور) يسافر هو وصديقه غوبال (بريم ناث) فيلتقي الفتاة ريشما (نرجس) ويقع في حبها أما صديقه غوبال فهو لا يؤمن بالحب فيضل يتلاعب بالفتيات ويخدعهم و لكن ستحصل أشياء ستجعل غوبال يغير أفكاره ويؤمن بالحب

## روابط خارجية
- بارسات على موقع IMDb (الإنجليزية)
- بارسات على موقع روتن توميتوز (الإنجليزية)
- بارسات على موقع نتفليكس (الإنجليزية)
- بارسات على موقع ألو سيني (الفرنسية)
- بارسات على موقع أول موفي (الإنجليزية)
- بارسات على موقع فيلمافينيتي (الإسبانية)
- بارسات على موقع قاعدة بيانات الفيلم (الإنجليزية)
- بارسات على موقع ليتربوكسد (الإنجليزية)
- بارسات على موقع كينوبويسك (الروسية)